# Thomas Reif
Thomas Reif (* 13. August 1971) ist ein ehemaliger deutscher Fußballspieler. In der höchsten Spielklasse des DDR-Fußballs, der Oberliga, spielte er für den F.C. Hansa Rostock.

## Laufbahn
Thomas Reif stand ab 1990 im Oberligakader des F.C. Hansa Rostock (vier Spiele), mit dem er ein Jahr darauf den letzten Meistertitel der alten DDR-Oberliga gewann, die aufgrund der Deutschen Wiedervereinigung aufgelöst wurde. Im selben Jahr gelang auch der Gewinn des letztmals ausgespielten FDGB-Pokals, an dem er mit drei Einsätzen beteiligt war.
In der folgenden Spielzeit trat Reif mit Rostock in der Fußball-Bundesliga an, ohne jedoch zum Einsatz zu kommen. In der folgenden Saison in der Zweiten Liga kam er lediglich auf drei Spiele, woraufhin er den Verein verließ.
Reifs weitere Vereinslaufbahn spielte sich bei unterklassigen Vereinen aus Mecklenburg-Vorpommern ab. Ein Erfolg war die Meisterschaft der Verbandsliga Mecklenburg-Vorpommern, die er 2002 mit der TSG Neustrelitz gewann.

## Erfolge
- NOFV-Meister (1): 1990/91
- FDGB-Pokalsieger (1): 1990/91
- Landesmeister Mecklenburg-Vorpommern (1): 2002